# Thư viện Thâm Quyến
Thư viện Thâm Quyến (tiếng Trung: 深圳图书馆) là hệ thống thư viện công cộng của thành phố Thâm Quyến, tỉnh Quảng Đông, Trung Quốc. Thư viện chính là một phần trực thuộc Trung tâm Văn hóa Thâm Quyến ở quận Phúc Điền.
Thư viện chính tọa lạc trên một tòa nhà rộng 49.589 mét vuông (533.770 foot vuông) trên khu đất rộng 29.612 mét vuông (318.740 foot vuông).

## Lịch sử
Tiền thân là Thư viện huyện Bảo An. Tính đến  năm 2016, có 627 thư viện công cộng ở Thâm Quyến. Cơ sở trước đó được mở vào năm 1986 tại khu vực phía tây bắc của Công viên Lychee sau khi bắt đầu xây dựng vào năm 1983.
Năm 2009, chính quyền thành phố đã cho khởi đầu chương trình nền tảng thư viện mang tên "Thành phố Thư viện".